# Илија Деде Јанковић
Илија Деде Јанковић (Задар, 1818 - Трст, 1874) био је српски књижевник и политичар. Последњи је потомак породице Јанковић, која води порекло од Стојана Јанковића.

## Корени
Породица грофова Јанковића спада u једну од најчувенијих и најстаријих српских породица у Далмацији. Породица потиче од Митра Митровића, чији се син истакао као велики борац против Турака, нарочито у борби на Грахову. Због војних успеха сенат Млетачке републике именовао га је витезом Св. Марка. Његови синови, Стојан и Завиша, такође су се прославили као велики јунаци, па су им млетачке власти доделиле титуле грофова, именовали их пуковницима и заповедницима свих Морлака, као и право да држе своје независне регименте пешадије и коњице. Дао им је и сталну плату, као и многе земље и спахилуке.
Када је умро и последњи мушки потомак Јанковића, млетачки сенат је на синове Јелене Јанковић, која је била удата за пуковника Теодора Деде, пренео име и повластице старих Јанковића, па је име и остало упамћено као Деде-Јанковић, све до Илије и његове смрти 1874. године. 

## Образовање и рад
Илија је завршио италијанску Гимназију у Задру, права је студирао у Падови. Био је полиглота, говорио је чак седам језика, међу којима италијански, француски и руски. Био је члан и оснивач једне од првих српских политичких странака на Приморју, а у његовој кући у Задру и на Исламу, где је живео, долазили су најзначајнији представници српског политичког вођства у Далмацији. Међутим, гроф Илија ће у једном тренутку иступити из странке, незадовољан правцем у коме је странка ишла. За српско питање лобираће у новосадској Застави, као и у неким италијанским новинама. 
Гроф Илија је доста путовао, пропутовао је већи део Европе, а у Русији и Црној Гори био је радо виђен. Био је српски представник на словенској изложби у Москви 1867. године.
Након свог првог путовања у Русију написао је и штампао књигу „Русија”, а по повратку са споменуте изложбе написао је дела „Први словенски састанак” и „Русија и Европа”. Ова дела су после његове смрти послата, са још многим рукописима на српском и италијанском, његовом пријатељу песнику Јовану Сундечићу, који их никад није објавио. 

## Потомци
Гроф Илија преминуо је у Трсту 1874. године и сахрањен је на Исламу у породичној цркви Св. Ђорђа. Његова ћерка Олга удала се за Владимира Десницу, тако да су Деснице данашњи потомци линије Деде-Јанковић. Писац Владан Десница један је од њих. 